# District de Dharwad
Le district de Dharwad (kannada : ಧಾರವಾಡ) est l'un des trente districts de l'État du Karnataka, en Inde.

## Histoire

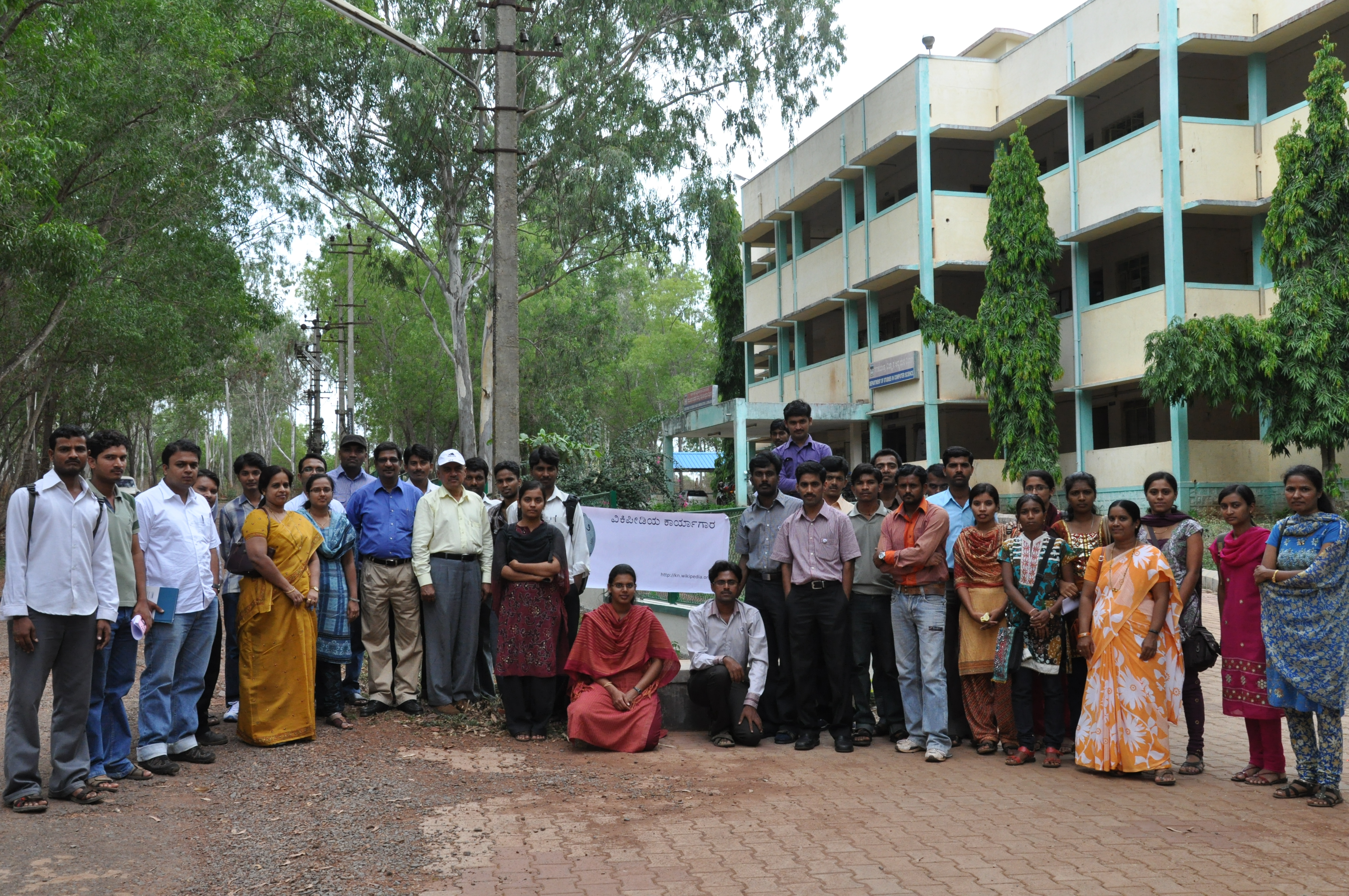
Un atelier Wikipédia à l'Université Kannada en 2011.

Le district actuel a été remanié en 1997. Il avait auparavant une superficie de 13 738 km2. La dynastie Chalukya qui réganit au VIe siècle a laissé de nombreux monuments.

## Géographie
Au recensement de 2011, sa population était de 1 847 023 habitants pour une superficie de 4 260 km2, la population est à 56,82% urbaine.
Son chef-lieu est la ville de Dharwad.

## Tourisme
Il y a à Dharwad un ensemble de temples comme le Temple Banashankari  à Amargol et les temples Chalyukas de Annigeri. 

## Liste des Taluks
Il est divisé en cinq Taluks :
- Dharwad,
- Hubli,
- Kundgol,
- Kalghatgi,
- Navalgund.

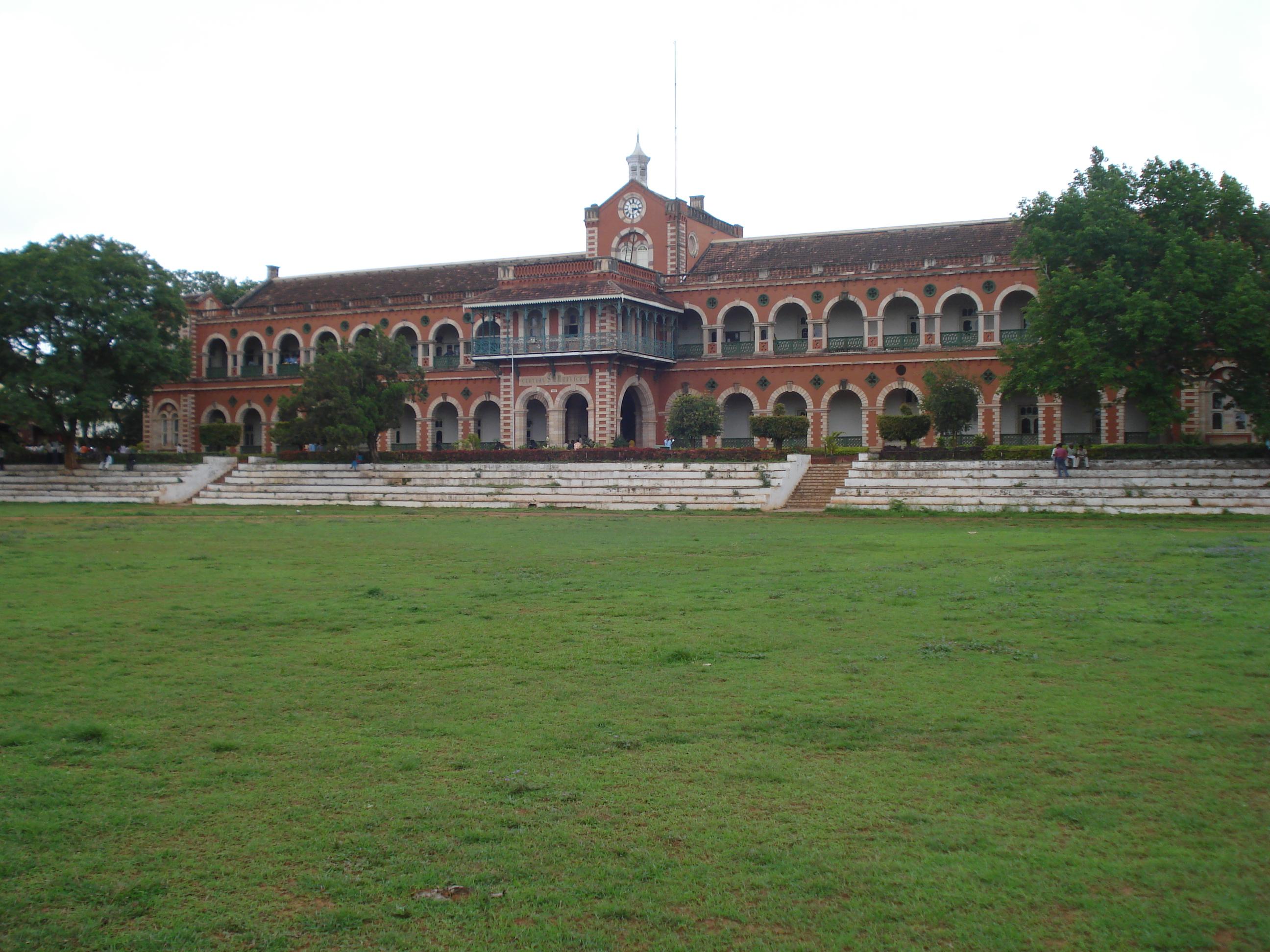
Université Karnatak.
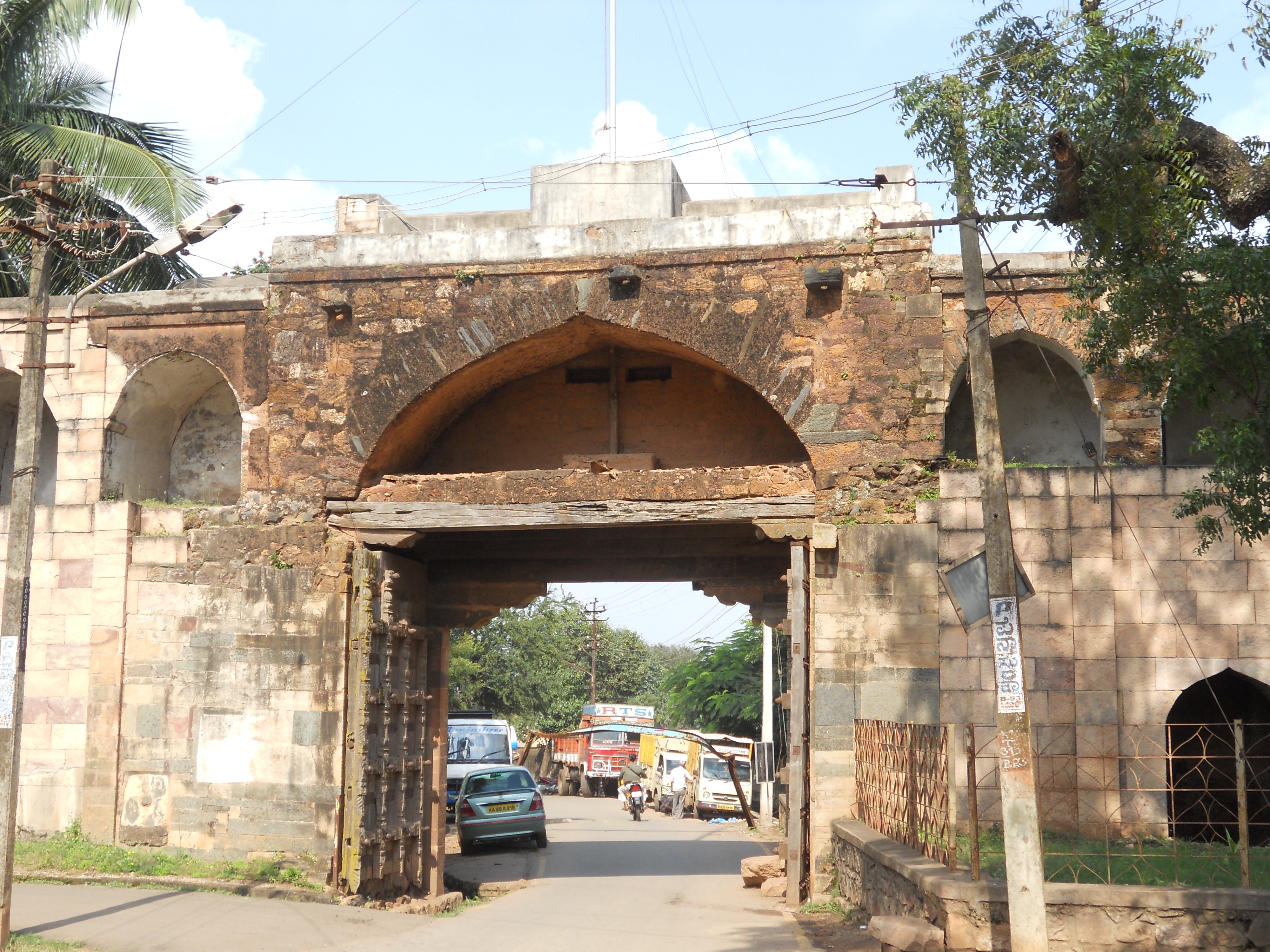
Porte de fort, classées.
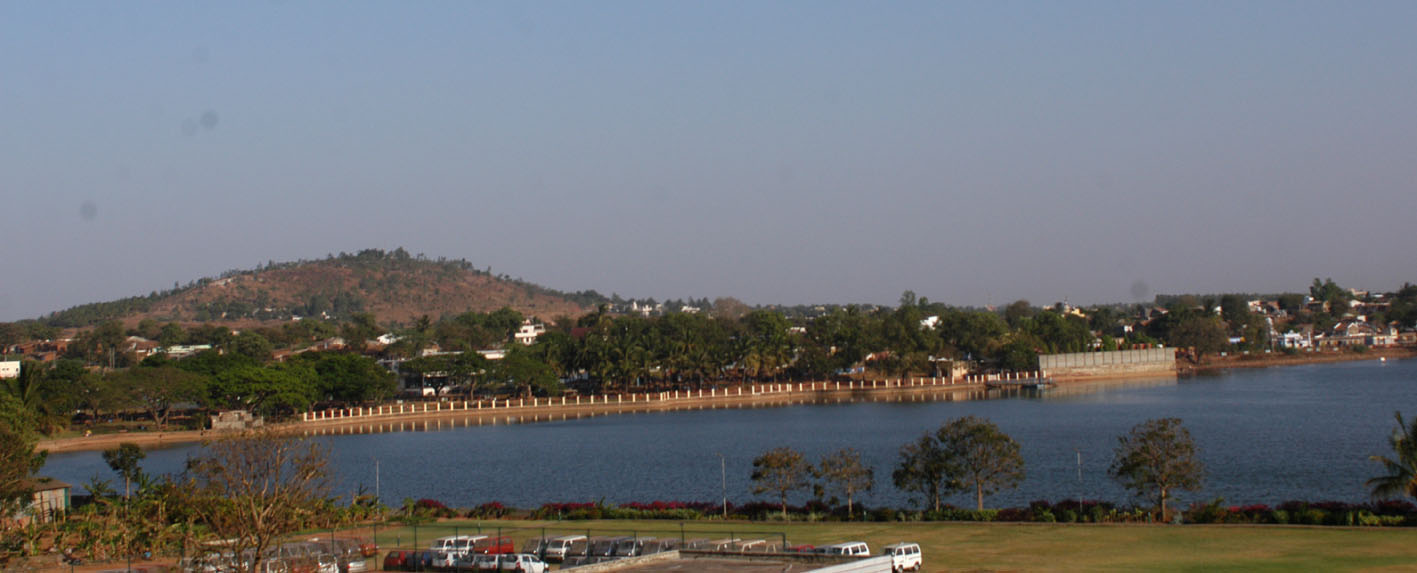
Le lac Unkal.
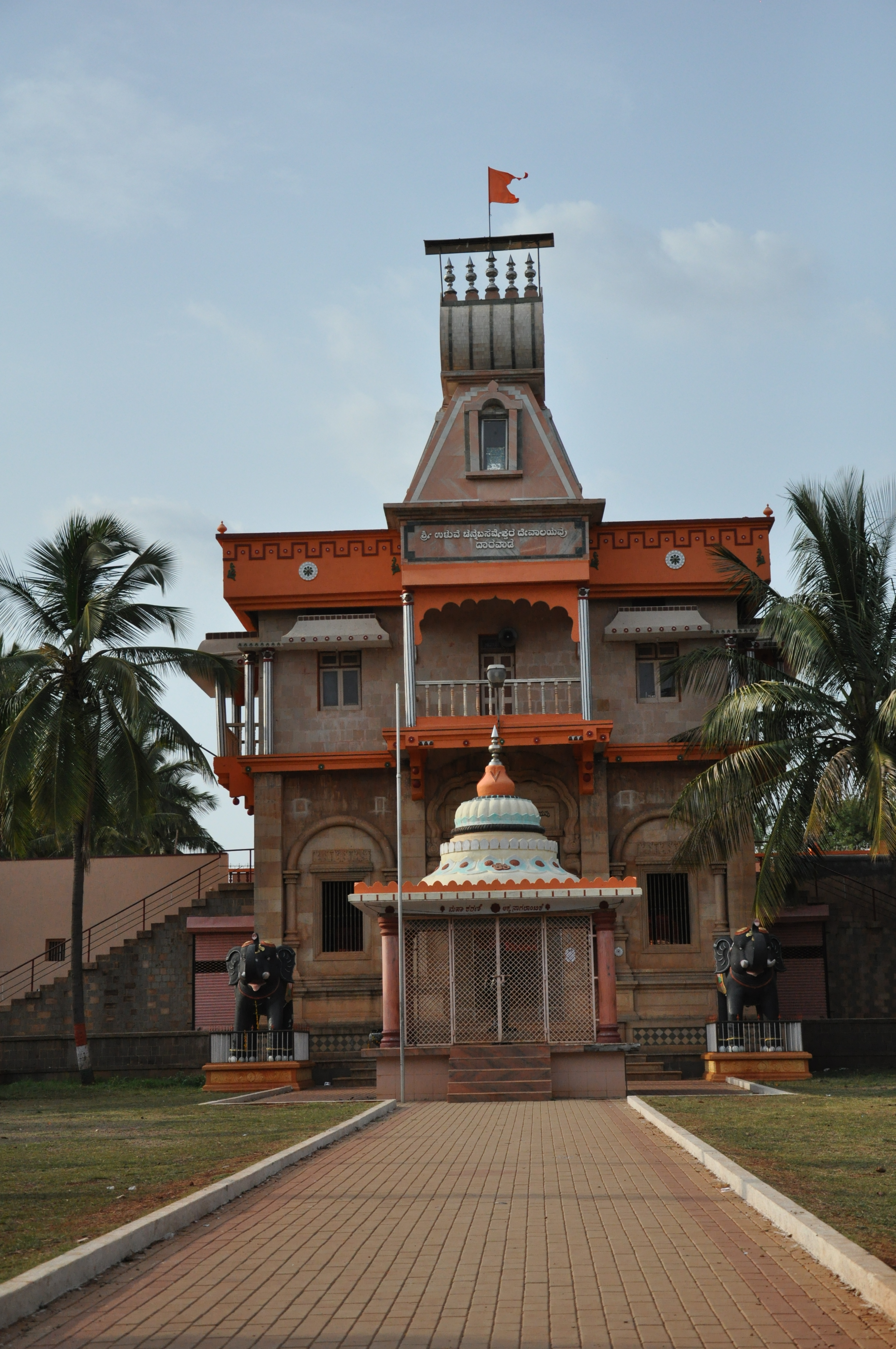
temple Ulavi Shree Channabasaweshwara.